# Bahnhof Bromskirchen
Der Bahnhof Bromskirchen an der 1967 stillgelegten Bahnstrecke Nuttlar–Frankenberg, Abschnitt Winterberg–Frankenberg (Eder), ist ein Kulturdenkmal nach dem hessischen Denkmalschutzgesetz.

## Lage

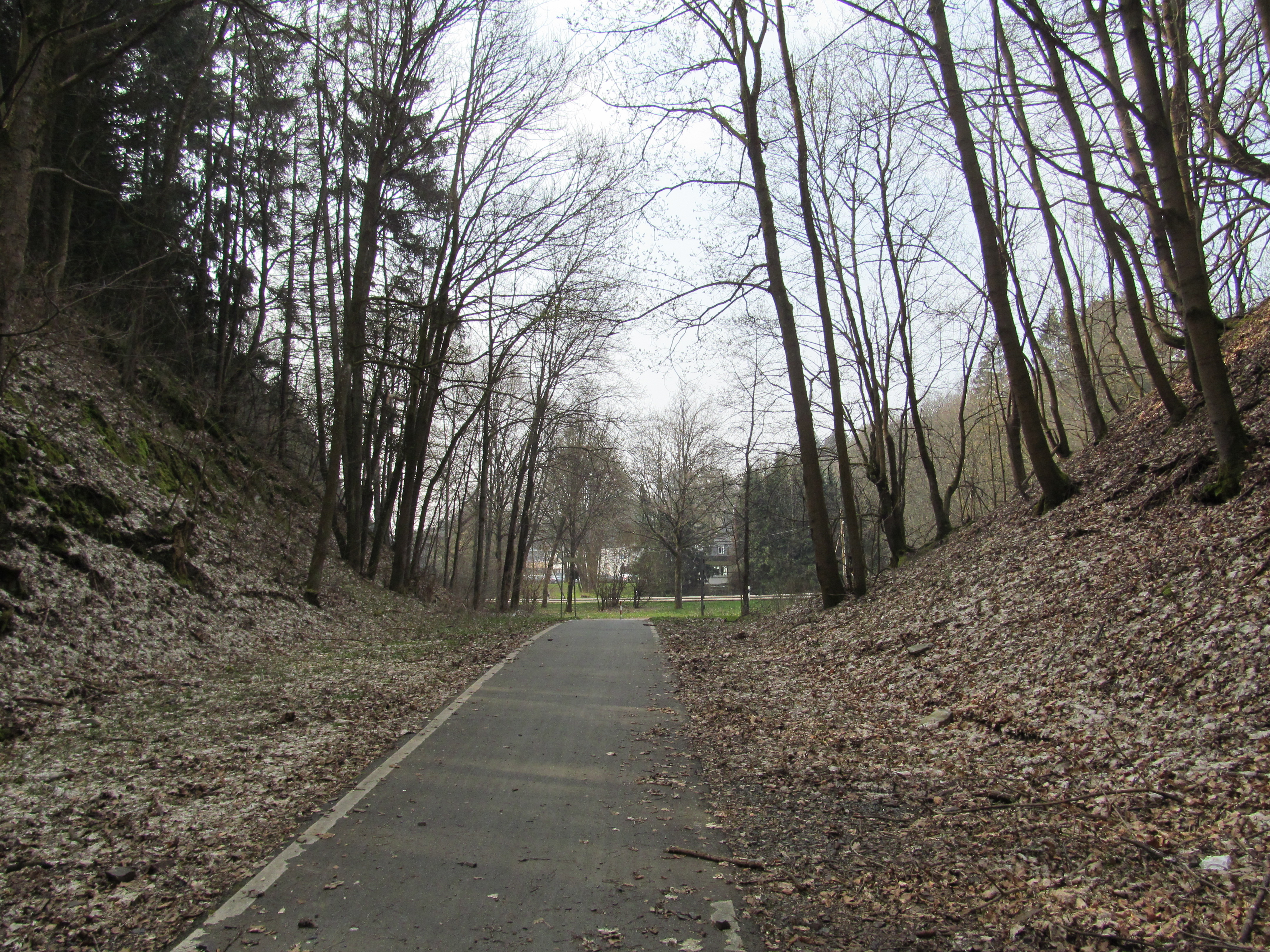
Blick aus dem Bromskirchener Tunnel in Richtung des Bahnhofs

Der ehemalige Bahnhof liegt im Tal des Fickelbachs, der über die Linspher zur Eder entwässert. Rund ein Kilometer nordwestlich liegt das Ortszentrum von Bromskirchen, rund ein Kilometer südlich liegen die Unterlinspher Mühle und das Linsphertalviadukt, über das die Bahnstrecke führt. Nördlich des Bahnhofs liegt der Bromskirchener Tunnel, der mittlerweile von einem Fahrradweg durchquert wird. Das ehemalige Empfangsgebäude steht inmitten des Werks der Schweizer Hoppe-Gruppe und dient als Verwaltungsbau.

## Anlagen und Geschichte
Der Bahnbetrieb von Winterberg (Westf) nach Frankenberg (Eder) wurde am 1. Dezember 1908 aufgenommen. Das Empfangsgebäude wurde 1910 als neobarocker Typenbau nach einem Entwurf des Architekten Alois Holtmeyer errichtet. Ähnliche Gebäude befinden sich in Allendorf und Röddenau. Das massiv gemauerte und weiß verputzte Erdgeschoss hat zur Straßenseite ein hohes Mansarddach, zu den Gleisen hingegen ein Halbwalm. In den Giebelfeldern ist konstruktives Fachwerk verbaut. Auf der linken Seite der Straßenseite ist ein Risalit angefügt, auf der Rückseite ein eingeschossiger, zweiachsiger Vorbau mit Walmdach.
Im Jahr 1945 wurde im Bahnhof ein kompletter Militärzug mit V2-Raketen des Heeres-Artillerieregimentes von amerikanischen Panzern gestoppt.
Der Personenverkehr auf dem Abschnitt zwischen Winterberg (Westf) und Allendorf (Eder) wurde am 14. November 1966 eingestellt, die Gleise im Mai 1992 zurückgebaut und teilweise durch einen Bahntrassenradweg ersetzt.